# Orlando Metcalfe Poe
Pour les articles homonymes, voir Poe.
Orlando Metcalfe Poe (né le 7 mars 1832 à Navarre, État de l'Ohio et décédé le 2 octobre 1895 à Detroit, État du Michigan) est un Général de brigade de l'Union. Il est enterré dans le cimetière national d'Arlington, Virginie.

## Avant la guerre
Orlando Metcalfe Poe entre à l'académie militaire de West Point le 1er septembre 1852,. Il est breveté second lieutenant le 1er juillet 1856 dans le corps des ingénieurs topographes.
Il est promu second lieutenant le 7 octobre 1856 et premier lieutenant le 1er juillet 1860. 

## Guerre de Sécession
Orlando Metcalfe Poe est nommé colonel du 2nd Michigan Infantry le 16 septembre 1861. Il est l'un des principaux subordonnés du général George McClellan. Il participe à la bataille de Rich Mountain. Il participe à la campagne de la Péninsule, à la seconde bataille de Bull Run et à la bataille de Fredericksburg.
Il est nommé brigadier général des volontaires le 29 novembre 1862 mais sa nomination n'est pas confirmée et expire le 4 mars 1863.
Il est promu capitaine dans le corps des ingénieurs le 3 mars 1863. En 1863, il sert en tant de chef des ingénieurs du XXIII corps et est responsable des défenses de l'Union à la bataille de Knoxville. Le général William Tecumseh Sherman le nomme chef des ingénieurs de la division du Mississippi lors de la campagne d'Atlanta et la campagne des Carolines

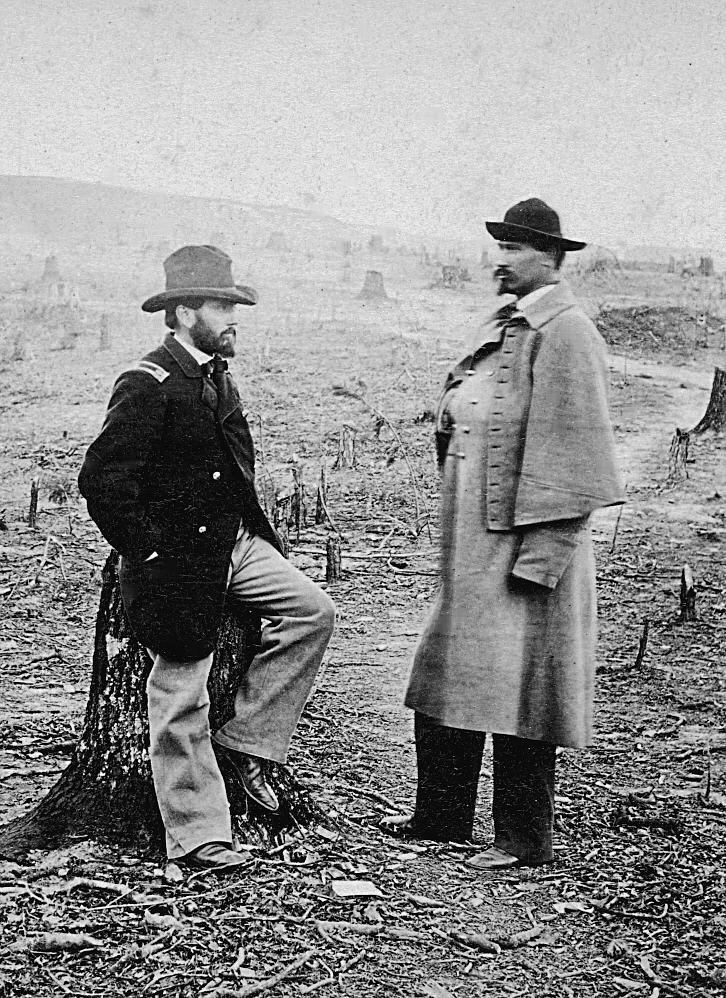
Orville Elias Babcock et Orlando Metcalfe Poe lors de la bataille de Fort Sanders.

Il est breveté major le 6 juillet 1864 pour bravoure lors du siège de Knoxville, puis lieutenant colonel le 1er septembre 1864 pour bravoure lors de la capture d'Atlanta. Il est breveté colonel pour bravoure lors de la capture de Savannah le 21 décembre 1864. Il est breveté brigadier général le 13 mars 1865 pour bravoure et service méritant lors de la campagne aboutissant à la reddition de l'armée rebelle du général Joseph E. Johnston.

## Après la guerre
Après la guerre, Orlando Metcalfe Poe sert en tant qu'aide de camp du général Sherman à compter  du 1er janvier 1873. Il est promu major le 7 mars 1867. Il est affecté au service des phares et devient ingénieur en chef du district des Grands Lacs. Il conçoit et fait réaliser le phare de Wind Point. Ses réalisations sont définies comme étant des phares de « style Poe ». Il est promu lieutenant colonel le 30 juin 1882 puis colonel le 23 juillet 1888.
Il écrit  « Memoir of Francis Ulric Farquhar » publié par la Western Society of Engineers en 1883. En 1889, il rédige « The defense of Knoxville » .